# Tjyhirynskaje Vadaschovisjtja
Tjyhirynskaje Vadaschovisjtja (vitryska: Чыгірынскае Вадасховішча) är en reservoar i Belarus.   Den ligger i voblasten Mahiljoŭs voblast, i den centrala delen av landet, 160 km öster om huvudstaden Minsk. Tjyhirynskaje Vadaschovisjtja ligger 139 meter över havet. Arean är 18,6 kvadratkilometer. Den sträcker sig 14,4 kilometer i nord-sydlig riktning, och 4,7 kilometer i öst-västlig riktning.
Följande samhällen ligger vid Tjyhirynskaje Vadaschovisjtja:
- Tjatjevіtjy (296 invånare)